# Gracilechinus atlanticus
Gracilechinus atlanticus is een zee-egel uit de familie Echinidae.
De wetenschappelijke naam van de soort werd in 1903 gepubliceerd door Theodor Mortensen.